# 中道民主インターナショナル
中道民主インターナショナル（ちゅうどうみんしゅインターナショナル、英語：Centrist Democrat International、略称：CDI）は、主にキリスト教民主主義に立脚する政党による国際組織である。ただし現在はキリスト教に関係する以外の政党も加盟している。

## 概要
1961年、キリスト教民主世界同盟（Christian Democrat World Union）として発足した。その後、1982年にキリスト教民主インターナショナル（Christian Democrat International）に改称、さらに2001年にイスラム教や仏教などキリスト教以外のさまざまな宗教・信仰に門戸を開くために現在の名称となった。
中道民主インターナショナルに加盟している政党には、キリスト教の広がりを反映してヨーロッパと中南米の宗教政党が多い。ヨーロッパの各党は欧州人民党を、中南米の各党はアメリカ・キリスト教民主機構を組織している。
その名称に反して、中道民主インターナショナルは現在のところ中道政党全般というよりは、宗教に関係する中道右派政党の国際組織と理解するほうが実態にあっている。同じ中道でも、自由主義（リベラル）に立脚している政党はほとんど加盟していない。また、保守政党の国際組織である国際民主同盟と二重加盟している政党（フランスの共和党、ドイツのキリスト教民主同盟 (CDU) やスペインの国民党、ギリシャの新民主主義党など）も多いが、中道民主インターナショナルはもう少し穏健かつ中道寄りで、共同体主義的であると考えられている。
青年組織に「中道民主インターナショナルユース」がある。

## 参加政党の一例
- アルバニア - アルバニア民主党
- アルゼンチン - 正義党
- アンゴラ - アンゴラ全面独立民族同盟
- ベルギー - キリスト教民主フラームス、民主人道主義中道派
- ブラジル - ブラジル社会民主党（アメリカ・キリスト教民主機構オブザーバー）
- ブルガリア - 民主勢力同盟
- カンボジア - フンシンペック
- チリ - キリスト教民主党
- クロアチア - クロアチア民主同盟
- チェコ - キリスト教民主同盟＝チェコスロバキア人民党
- カーボベルデ - 民主運動
- フランス - フランス共和党（旧称：国民運動連合）
- ドイツ - ドイツキリスト教民主同盟
- ギリシャ - 新民主主義党
- 赤道ギニア - 赤道ギニア進歩党
- ハンガリー - フィデス＝ハンガリー市民同盟、ハンガリー民主フォーラム
- アイルランド - フィナ・ゲール
- イタリア - 中道連合、欧州民主連合・南部の人民
- コソボ - コソボ民主連盟
- マラウイ - マラウイ会議党
- メキシコ - 国民行動党
- モロッコ - イスティクラル党
- モザンビーク - モザンビーク民族抵抗運動
- オランダ - キリスト教民主アピール
- ナイジェリア - 国民民主党
- ノルウェー - キリスト教民主党
- ペルー - キリスト教人民党
- フィリピン - ラカス・カンピ・キリスト教・イスラム教民主主義
- ポルトガル - 社会民主党
- 中華民国 - 中国国民党
- スロバキア - スロバキア民主キリスト教連合・民主党、キリスト教民主運動（オブザーバー）
- スロベニア - スロベニア民主党
- スペイン - 国民党
- スウェーデン - キリスト教民主党
- スイス - スイスキリスト教民主党
- トリニダード・トバゴ - 統一民族会議
- ベネズエラ - キリスト教社会党（コペイ党）

ほかにロシアの与党、統一ロシアが加盟交渉中である。